# 凱恩克里克鎮區 (阿肯色州林肯縣)
凱恩克里克鎮區（英語：Cane Creek Township）是位於美國阿肯色州林肯縣的一個行政鎮區。

## 地方資料
凱恩克里克鎮區的面積為173.65平方千米，當中陸地面積為171.86平方千米，而水域面積為1.79平方千米。根據2010年美國人口普查的數據，當地共有人口4208人，而人口密度為每平方千米24.23人。